# Gertrude Baines
Gertrude Baines, född 6 april 1894 i Shellman i Georgia, död 11 september 2009 i Los Angeles, var efter portugisiskan Maria de Jesus död den 2 januari 2009 till sin död vid en ålder av 115 år och 158 dagar den 11 september samma år den äldsta levande personen i världen. Baines hade innan sin död svårt att gå och drogs med ledinflammation men hade annars inte många sjukdagar under sitt liv.